# Virgule (papillon)
Hesperia comma
Pour les articles homonymes, voir Virgule (homonymie).
« Comma (papillon) » redirige ici. Pour les autres significations, voir Comma.
Espèce
La Virgule ou le Comma (Hesperia comma) est une espèce holarctique de lépidoptères (papillons) de la famille des Hesperiidae et de la sous-famille des Hesperiinae.

## Noms vernaculaires
- En français : 
  - en Europe : la Virgule, le Comma[1].
  - au Canada : l'Hespérie comma, l'Hespérie laurentienne (sous-espèce laurentina), l'Hespérie boréale (sous-espèce borealis)[2].
- En anglais : silver-spotted skipper.
- En allemand : Komma-Dickkopffalter.

## Description

### Imago
L'imago de la Virgule est un papillon de petite taille.
Le dessus des ailes a une couleur de fond fauve dans l'aire basale et plus brune dans l'aire marginale, avec quelques taches fauve clair, notamment dans l'aire apicale de l'aile antérieure.
Le mâle a la base de l'aile antérieure traversée d'une ligne androconiale noire très marquée. 
Le revers des ailes postérieures a un fond fauve verdâtre avec des taches basales et postdiscales blanc argenté.

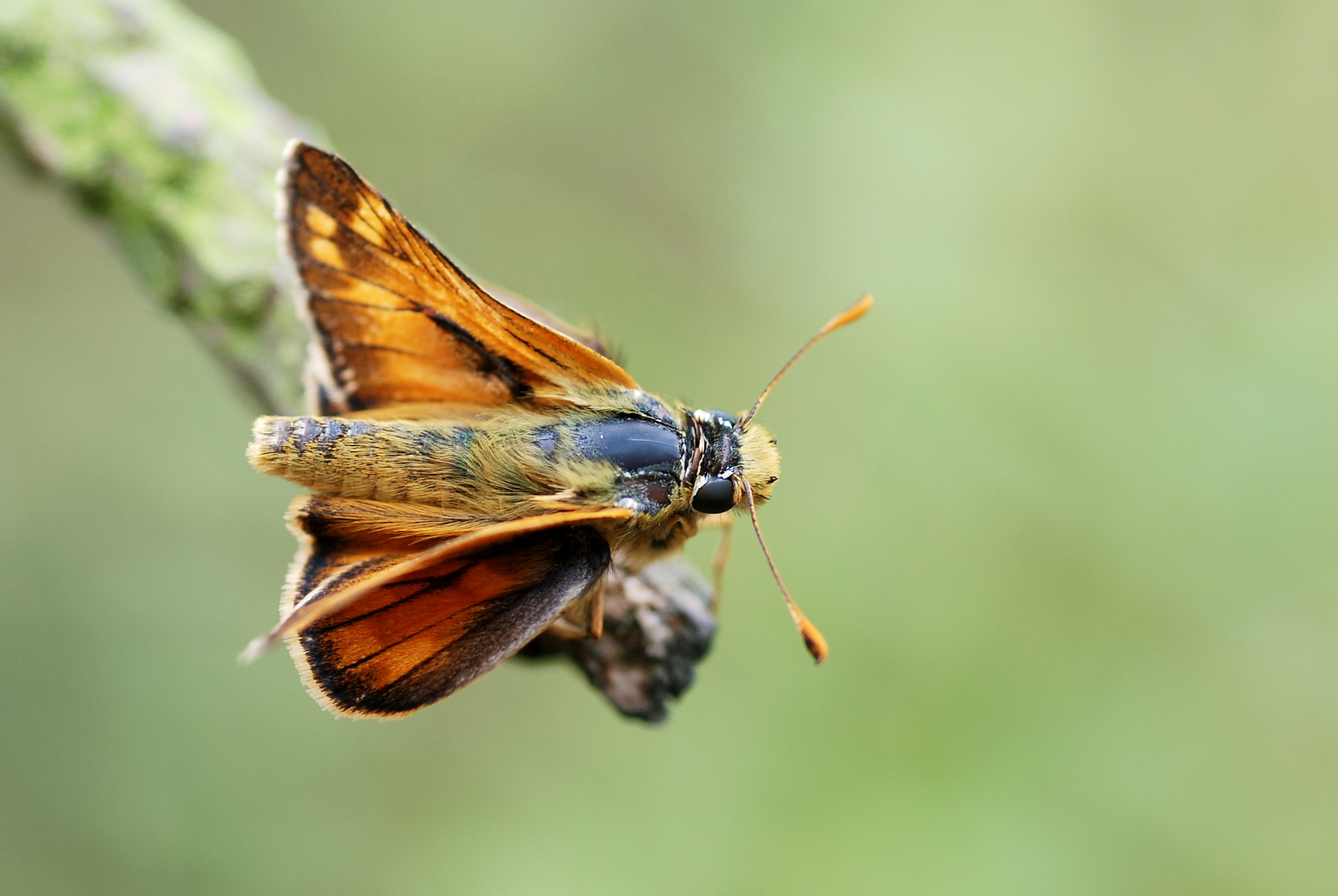
Dessus d'un mâle.
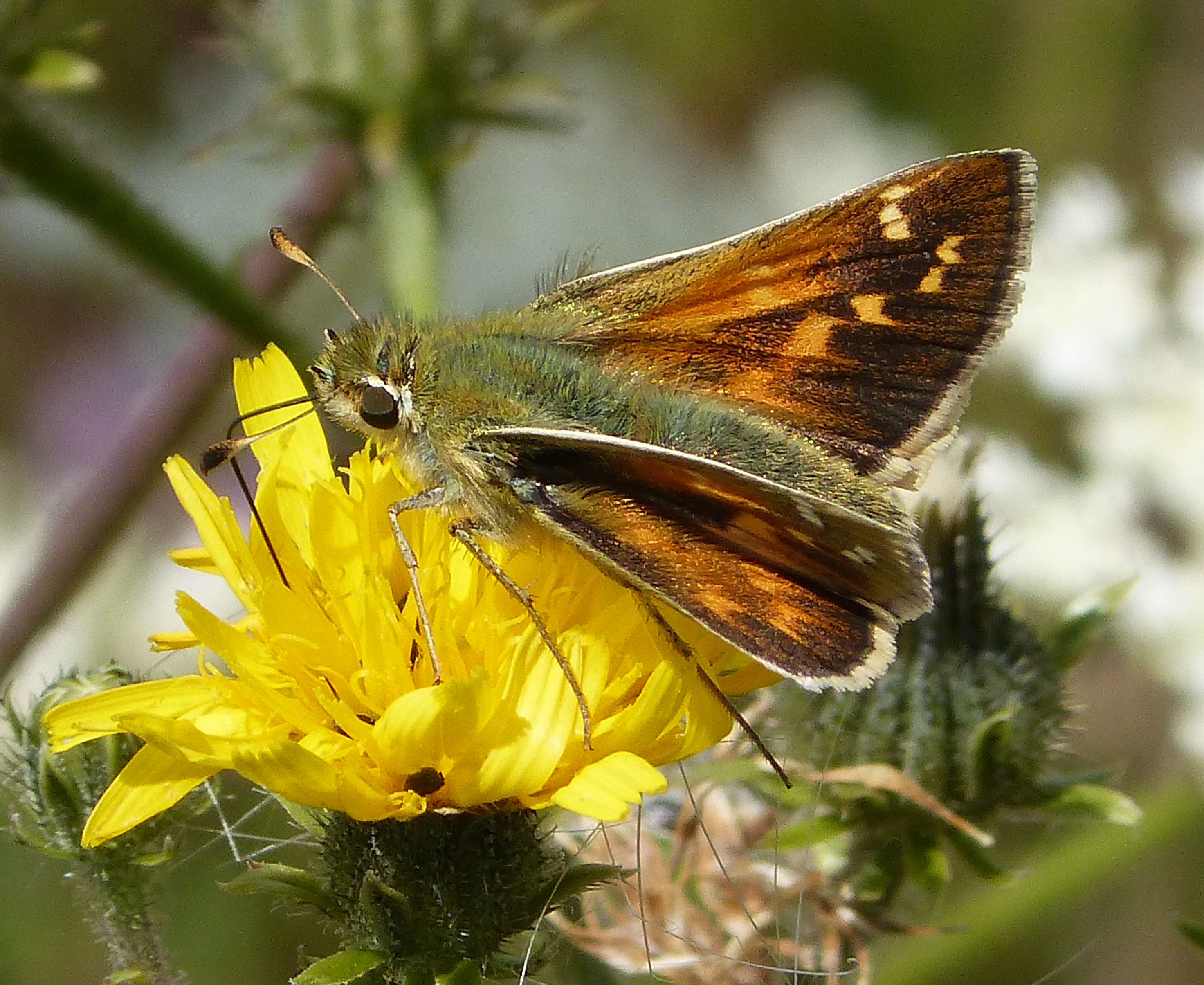
Dessus d'une femelle.
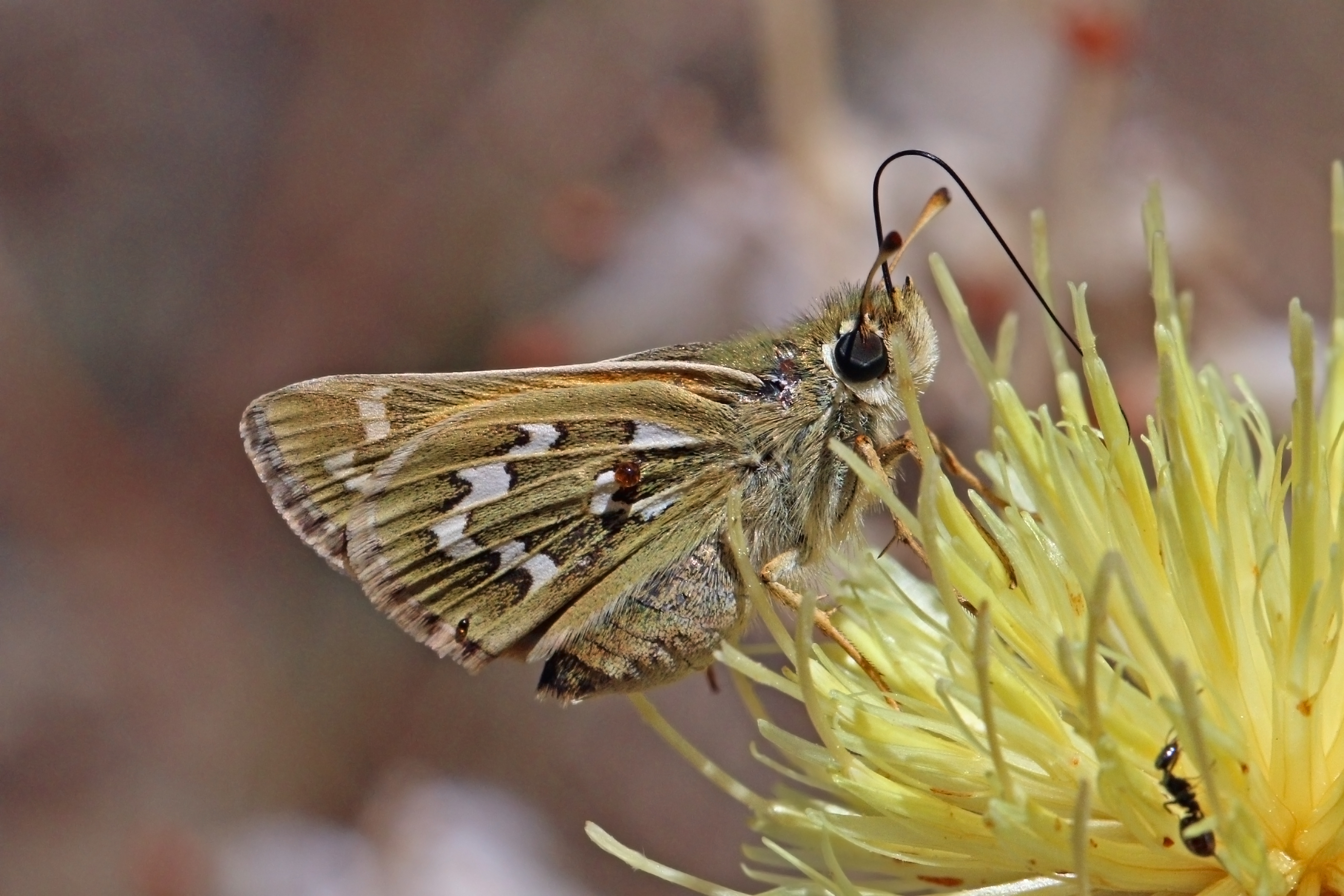
Revers d'une femelle récemment émergée.

En Europe, la Virgule peut être confondue avec la Sylvaine (Ochlodes sylvanus), qui s'en distingue notamment par le fait que ses taches du revers de l'aile postérieure sont fauves et beaucoup moins contrastées. 
En Amérique du Nord, plusieurs autres espèces du genre Hesperia ressemblent à la Virgule.

### Chenille
La livrée de la chenille peut être de diverses couleurs : verte, marron grisâtre, quelquefois rose foncé.

## Biologie

### Phénologie
La Virgule est univoltine : elle vole en une seule génération entre mi-juin et mi-septembre.
Elle hiverne au stade d'œuf ou de très jeune chenille. 
En Alaska, son cycle de développement s'étale sur deux ans.

### Plantes hôtes
Les plantes hôtes de la chenille sont des Poaceae (principalement Festuca ovina), mais elle accepte aussi Lotus corniculatus et Ornithopus perpusillus.

## Distribution et biotopes

### Distribution
La Virgule a une répartition holarctique : elle est répandue dans toute l'Europe (sauf le Nord de l'Angleterre et de la Scandinavie), en Afrique du Nord, en Asie tempérée et dans le Nord de l'Amérique du Nord,,.
Elle est présente dans une grande partie de la France métropolitaine, à l'exception de la Corse et de quelques départements de l'Ouest.

### Biotopes
La Virgule fréquente les friches et les pelouses sèches.

## Systématique
L'espèce Hesperia comma a été décrite par le naturaliste suédois Carl von Linné en 1758, sous le nom initial de Papilio comma. 
Elle est l'espèce type du genre Hesperia, créé par Fabricius en 1793.

### Sous-espèces
De nombreuses sous-espèces ont été décrites, notamment : 
- Hesperia comma catena (Staudinger, 1861)
- Hesperia comma benuncas (Oberthür, 1912) — Maroc, Algérie.
- Hesperia comma manitoba (Scudder, 1874) — Nord des Cascades.
- Hesperia comma dimila (Moore, [1875])
- Hesperia comma mixta Alpheraky, 1881
- Hesperia comma laurentina (Lyman, 1892) — l'Hespérie laurentienne — Québec, Minnesota.
- Hesperia comma pallida Staudinger, 1901 — Transcaucasie.
- Hesperia comma hulbirti Lindsey, 1939 — Montagnes Olympiques.
- Hesperia comma borealis Lindsey, 1942 — l'Hespérie boréale — Terre-Neuve.
- Hesperia comma shandura Evans, 1949
- Hesperia comma lena Korshunov & P. Gorbunov, 1995
- Hesperia comma planula Korshunov, 1995
- Hesperia comma sushkini Korshunov, 1995

## Statut de protection
La Virgule est en régression dans certaines régions ; elle figure par exemple sur la liste rouge des papillons de jour du Nord-Pas-de-Calais avec le statut d'espèce en danger critique d'extinction (CR).